# Вигольцоне
Вигольцоне (итал. Vigolzone) —  коммуна в Италии, располагается в регионе Эмилия-Романья, подчиняется административному центру Пьяченца.
Население составляет 3571 человек, плотность населения составляет 85 чел./км². Занимает площадь 42 км². Почтовый индекс — 29020. Телефонный код — 0523.
Покровителем населённого пункта считается святой Иоанн Креститель. Праздник ежегодно празднуется 24 июня.